# Gruffydd ap Rhydderch
 Gruffydd ap Rhydderch (tué en 1055) est roi de Glywysing de 1033 à 1055 et de Deheubarth de 1047 à 1055.

## Règne
Après la mort de Rhydderch ap Iestyn, son fils aîné, Gruffydd lui succède comme roi de Glywysing, mais il est déterminé à recouvrer l'ensemble du pays de Galles du sud.
Il met à profit la défaite et la mort de Hywel ap Edwin en 1044 pour établir son autorité et, trois ans plus tard, expulse Gruffydd ap Llywelyn, roi de Gwynedd, du Deheubarth et devient roi de l'ensemble du sud du pays de Galles. Gruffydd ap Rhydderch est un roi très populaire et il est considéré comme un héros. En 1055, il est défait et tué par Gruffydd ap Llywelyn qui contrôlera le Deheubarth jusqu'à sa mort en 1063, quand il sera remplacé par Maredudd ap Owain ap Edwin.

## Postérité
- Caradog ap Gruffydd (tué en 1081) roi de Gwent de 1063 à 1074 et de Morgannwg de 1075 à 1081.

## Sources
- (en) Mike Ashley British Kings & Queens    Robinson (Londres 1998)  (ISBN 1841190969). « Gruffydd ap Rhydderch  »  p. 328,336 table p. 122.
- (en) Ann Williams, Alfred P. Smyth, D P Kirby A Bibliographical Dictionary of Dark Age Britain (England, Scotland and Wales c.500-c.1050).  Seaby London (1991)  (ISBN 1 852640472), « Gruffudd ap Rhydderch  » p. 146.